# Recilia dorsalis
Recilia dorsalis är en insektsart som beskrevs av Victor Ivanovitsch Motschulsky 1859. Recilia dorsalis ingår i släktet Recilia och familjen dvärgstritar. Inga underarter finns listade i Catalogue of Life.